# Гурка, Лукаш (епископ куявский)
Граф Лукаш Гурка (1482 — 14 октября 1542) — государственный и религиозный деятель Польского королевства, староста серадзский (1498), каштелян спицимирский (1499) и ледзский (1507), генеральный староста великопольский (1508—1535), каштелян познанский (1511—1535), воевода познанский (1535—1538), епископ куявский (1538—1542), а также староста валчский, яворовский и мендзыжечский.

## Биография
Представитель знатного польского магнатского рода Гурок герба «Лодзя». Единственный сын каштеляна гнезненского Николая Гурки (ум. до 1497) и Барбары из Кутно.
После смерти отца находился под опекой своей дяди, епископа познанского и канцлера великого коронного Уриеля Гурки (ок. 1435—1498). В 1499 году Лукаш Гурка получил должность каштеляна спицимирского. С 1503 года вместе со своим тестем, воеводой познанским Анджеем Шамотульским, руководил монетным двором в Великой Польше. В 1507 году был назначен каштеляном ледзским, а в следующем получил должность генерального старосты великопольского. Получил во владение от короны замки Драхим и Валч, также купил Сквежину и Мендзыжеч. Владея пограничными замками, имел частые столкновения с курфюрстом Бранденбурга. В 1511 году Лукаш Гурка получил должность каштеляна познанского и стал сенатором.
В 1512 году Лукаш Гурка ездил с посланием в Венгрию к Барбаре Запольяи, а в 1513 году посетил Щецин, способствовав сближению между польским королём Сигизмундом Старым и поморским князем Богуславом X. В 1517 году вместе с примасом Яном Ласким участвовал в съезде великопольских сенаторов. В 1518 году Лукаш Гурка участвовал во встрече польской королевы Боны Сфорцы, а в 1519 году подавил беспорядки в Познани из-за введения новых королевских постановлений.
В 1520 году во время войны Польши с Тевтонским орденом Лукаш Гурка руководил обороной Великой Польши от нападений немецких наемников, двигавшихся на помощь тевтонским рыцарям-крестоносцам. В 1521 году на сеймике в Сьроде-Велькопольской защищал права магнатов. В 1526 году каштелян познанский Лукаш Гурка сопровождал Сигизмунда Старого во время его поездки в Королевскую Пруссию и Гданьск, во время которых установил близкие контакты с новым прусским герцогом Альбрехтом Бранденбургским. Будучи сторонником германского императора Карла V, Лукаш Гурка с согласия польского короля препятствовал вербовке наемников в Великой Польше для Яноша Запольяи. В 1530 году принимал участие в собрании польских, венгерских, чешских и саксонских послов.
Постепенно сближался с Альбрехтом Бранденбургским и императором Карлом V Габсбургом, а его отношения с польским королевским двором становились все более напряженными. В 1534 году император Карл V пожаловал Лукашу Гурке титул графа Священной Римской империи. В 1535 году получил должность воеводы познанского, отказался от звания генерального старосты великопольского в пользу своего сына Анджея. В том же году защищал немецкого гуманиста Кристофера Хегендорфа от обвинений в ереси.
В 1537 году Лукаш Гурка в звании королевского комиссара участвовал в сейме в Торуне, где обязался защищать привилегии прусских городов от польского короля. В декабре 1537 года после смерти епископа куявского Яна Карнковского воевода познанский Лукаш Гурка отказался от своих должностей и получил королевское назначение на эту должность. Летом 1538 года, получив одобрение папы римского Павла III, в познанском соборе принял сан священника и был рукоположен в епископы куявские. В 1540 году безуспешно претендовал на чин польского примаса. Не интересовался своей епархией, постоянно проживал в Познани и в Шамотулах. В 1542 году сейм назначил его одним из судей в Познани, из-за споров с капитулов был отлучен от церкви.
Из-за опасности быстро распространявшейся Реформации в конце концов Лука Гурка вынужден был отправиться в свою епархию, но в начале поездки заболел во Вронках и 14 октября 1542 году скончался в Шамотулах. Его похоронили в соборной часовне Влоцлавека.
Владел обширными имениями в Великой Польше и Червонной Руси. Ему принадлежали города Бнин, Чемпинь, Чернеево, Мейска-Гурка, Курник, Козьмин и Серакув, а также он получил во владение от короны Велень и Вронки. В качестве приданого от своей жены Екатерины Шамотульской приобрел Туробин (Хелмская земля) и половину Шамотул.

## Семья
Около 1499 года женился на Катажине Шамотульской (ум. 1530), единственной дочери и наследнице воеводы калишского и познанского Анджея Шамотульского (ум. 1511) и Катажины Олесницкой. Дети:
- Анджей Гурка (ок. 1500—1551), каштелян калишский (1532) и познанский (1535), генеральный староста великопольский (1536), староста гнезненский, валчский, бужский, яворовский и коловский
- Анна Гурка (ум. после 1530), жена с 1519 года воеводы краковского и маршалка великого коронного Петра Кмиты-Собенского (ок. 1477—1553)
- Катажина Гурка, жена с 1530 года воеводы подольского и русского Станислава Одровонжа (ок. 1509—1545)